# Episodi di Lost: Missing Pieces
La prima e unica stagione della serie televisiva Lost: Missing Pieces è stata trasmessa negli Stati Uniti dal 7 novembre 2007 al 28 gennaio 2008.
| nº | Titolo originale                            | Titolo italiano                         | Prima TV USA     | Prima TV Italia |
| -- | ------------------------------------------- | --------------------------------------- | ---------------- | --------------- |
| 1  | The Watch                                   | L'orologio                              | 7 novembre 2007  |                 |
| 2  | The Adventures of Hurley and Frogurt        | Le avventure di Hurley e Frogurt        | 13 novembre 2007 |                 |
| 3  | King of the Castle                          | Re del castello                         | 20 novembre 2007 |                 |
| 4  | The Deal                                    | Il patto                                | 26 novembre 2007 |                 |
| 5  | Operation: Sleeper                          | Operazione sonno                        | 3 dicembre 2007  |                 |
| 6  | Room 23                                     | Camera 23                               | 11 dicembre 2007 |                 |
| 7  | Arzt & Crafts                               | Arzt & Crafts                           | 17 novembre 2007 |                 |
| 8  | Buried Secrets                              | Segreto nascosto                        | 24 dicembre 2007 |                 |
| 9  | Tropical Depression                         | Depressione tropicale                   | 31 dicembre 2007 |                 |
| 10 | Jack, Meet Ethan. Ethan? Jack               | Jack, incontra Ethan, Ethan? Jack       | 7 gennaio 2008   |                 |
| 11 | Jin Has a Temper-Tantrum on the Golf Course | Jin è di cattivo umore al corso di golf | 14 gennaio 2008  |                 |
| 12 | The Envelope                                | La busta                                | 21 gennaio 2008  |                 |
| 13 | So It Begins                                | Così incomincia                         | 28 gennaio 2008  |                 |

## L'orologio
- Titolo originale: The Watch
- Diretto da: Jack Bender
- Scritto da: Carlton Cuse
- Ambientazione: in un flashback di qualche anno antecedente lo schianto sull'isola (Jack deve ancora sposare Sarah).

### Trama
Mentre la futura moglie Sarah è con l'organizzatrice di matrimoni in albergo, Jack è sulla spiaggia a tirare sassi al mare quando sopraggiunge suo padre. Christian dà al figlio l'orologio che a suo tempo il nonno di Jack diede lui. Christian spiega a Jack che non ha mai indossato tale orologio perché non era in buoni rapporti con il padre: al nonno di Jack infatti non piacque mai la moglie di Christian e glielo disse anche in faccia. Christian però dice subito a Jack che invece, secondo la sua opinione, Sarah è esattamente la donna giusta per lui e appoggia la sua scelta personale. Prima di andarsene, Christian fa una richiesta a Jack: se in futuro dovesse avere un figlio, dovrà trattarlo meglio di come il padre l'ha trattato. Jack rimane colpito e scosso dalle sue parole al punto di commuoversi (anche Jack fin da bambino ha sempre avuto un rapporto difficile con il padre).
- Guest star: John Terry (Christian Shephard)

## Le avventure di Hurley e Frogurt
- Titolo originale: The Adventures of Hurley and Frogurt
- Diretto da: Jack Bender
- Scritto da: Edward Kitsis e Adam Horowitz
- Ambientazione: 64º giorno sull'isola, poche ore prima della morte di Libby.

### Trama
Neil sorprende Hurley mentre esce dalla tenda di Rose e Bernard con del vino e gli chiede se l'abbia rubato. Il ragazzo gli risponde, salutandolo con il soprannome Frogurt, che ha avuto il permesso di Bernard. Ma Neil, a cui il soprannome proprio non piace, dice che quella non è la questione di cui voleva parlargli: a Frogurt interessa sapere dei rapporti di Hurley con Libby. Neil, che vorrebbe conquistare la donna, chiede al rivale di lasciargli campo libero, ma Hurley ha già un appuntamento per un pic-nic con Libby così si congratula con lui e se ne va amareggiato.
- Guest star: Sean Whalen (Neil "Frogurt")

## Re del castello
- Titolo originale: King of the Castle
- Diretto da: Jack Bender
- Scritto da: Brian K. Vaughan
- Ambientazione: tra il 75° e il 79º giorno sull'isola (poco dopo l'intervento di Jack alla schiena di Ben)

### Trama
Ben, convalescente su una sedia a rotelle dopo l'operazione che ha subito, e Jack sono nell'appartamento del leader degli "Altri" e fanno una partita a scacchi. Jack è un valido avversario, grazie a tutte le partite giocate con il padre, e Ben glielo fa notare. Scherzando, Ben cerca di convincere Jack a rimanere, ma quest'ultimo vuole assolutamente tornare a casa. Ben acconsente, aggiungendo però che dipende anche da altri fattori. Se "l'isola" non vorrà che Jack se ne torni a casa, non glielo permetterà. Jack non capisce e ribadisce scherzando con Linus che l'unico modo che avrà "l'isola" per non farlo partire è affondare il sottomarino.

## Il patto
- Titolo originale: The Deal
- Diretto da: Jack Bender
- Scritto da: Elizabeth Sarnoff
- Ambientazione: 63º giorno sull'isola

### Trama
Michael è rinchiuso dagli "Altri" in una capanna, quando a un certo punto la porta si apre ed entra una donna, è Juliet. La nuova arrivata parla a Michael prima della barca che gli altri hanno deciso di concedergli e poi del figlio Walt dicendo di aver passato del tempo con lui e che lo considera speciale. Michael si innervosisce su queste parole e chiede spiegazioni. La donna dice di essere preoccupata per il bambino e di essere contenta che partirà per andarsene dall'isola con il padre. Michael non le crede, ma Juliet cerca di convincerlo di non essere sua nemica. Come già Beatrice gli ha intimato poco prima, anche Juliet chiede più gentilmente a Michael di liberare Ben perché è una persona importante. Infine la donna rivela a Michael di aver anche lei stretto un patto con Ben, che in precedenza aveva salvato la vita della sorella (ora residente a Miami). Michael così chiede alla donna che senso ha avuto salvarla per poi non stare con lei, ma Juliet prontamente gli chiede se non farebbe di tutto per suo figlio..
- Note: nel parlare a Michael, Juliet chiama il leader degli "Altri" con il suo vero nome, "Ben", e non con quello di cui si è appropriato ("Henry Gale").

## Operazione sonno
- Titolo originale: Operation: Sleeper
- Diretto da: Jack Bender
- Scritto da: Brian K. Vaughan

### Trama
Juliet nel cuore della notte ha urgente bisogno di parlare con Jack così si intrufola nella sua tenda e lo sveglia. La donna ricorda al dottore di come molti del gruppo superstiti del volo 815 non si fidino di lei; Jack la interrompe assicurandole protezione, ma la donna gli rivela le sue vere intenzioni: sta ancora lavorando per Ben Linus ed è stata inviata per raccogliere informazioni sulle donne attualmente incinte presso il loro campo (l'unica è Sun) e infine rapirle, ma non per far loro del male. Jack non crede alle buone intenzioni di Ben e chiede a Juliet perché stia eseguendo i suoi ordini, vista la sua premura di voler lasciare l'isola quanto lui. Juliet ribatte confermando le parole del dottore, ma anche aggiungendo che è proprio Ben che glielo sta impedendo; la donna infatti crede che, nonostante materialmente sia stato Locke e distruggere il sottomarino (unico mezzo per lasciare l'isola), il vero artefice di quell'azione sia proprio Ben Linus, colpevole di aver manipolato John. Infine Juliet rivela a Jack la verità sulle donne incinte sull'isola: muoiono per cause sconosciute; per questo spera che entro un mese Sun e la bambina che porta in grembo siano già stati portati via dall'isola.

## Camera 23
- Titolo originale: Room 23
- Diretto da: Jack Bender
- Scritto da: Elizabeth Sarnoff
- Ambientazione: tra il 45º e il 49º giorno, nella stazione Idra sull'isola minore

### Trama
Mentre sta suonando un allarme, Juliet si trova davanti alla "Stanza 23" (all'interno della quale si trova rinchiuso Walt) e in quel momento sopraggiunge Ben. Juliet dice che né Beatrice, né Tom, né nessuno fra "Altri" entreranno nella stanza a fermare il ragazzino, che sembra aver combinato qualcosa di pericoloso. Juliet preoccupata dice a Ben che è stato un errore rapire il ragazzino, ma l'uomo si difende dicendo che è Jacob ad aver ordinato il rapimento in quanto Walt è speciale e in fondo è solo un bambino. Sentendo queste parole Juliet prende per mano Ben e lo trascina fuori per vedere quello che il ragazzino aveva combinato: a una prima impressione sembrerebbe infatti che Walt (che a quanto pare sembra avere poteri non comuni, anche se non sembra esserne cosciente) telepaticamente abbia fatto schiantare all'esterno diversi uccelli proprio sulla finestra sbarrata della "Stanza 23".

## Arzt & Crafts
- Titolo originale: Arzt & Crafts
- Diretto da: Jack Bender
- Scritto da: Damon Lindelof
- Ambientazione: diversi giorni dopo lo schianto. Incerto, sicuramente tra gli episodi 6 e 8 della prima stagione (il gruppo non si è ancora insediato nelle grotte, Jin non sa ancora che Sun parla Americano e Boone è ancora vivo)

### Trama
Jin e Sun osservano da lontano Boone e la sorella Shannon. Jin crede che siano amanti ma Sun gli dice che sono sicuramente fratello e sorella. Quando Jin le chiede come faccia a saperlo, Sun risponde che ha tirato a indovinare. Nel frattempo sopraggiunge Arzt che attira l'attenzione di tutti chiedendo di non accettare la soluzione di Jack di trasferirsi alle grotte tirando fuori ogni scusa immaginabile. Prontamente anche Michael si schiera dalla parte di Arzt, in quanto il suo primo pensiero è quello di essere avvistato da una nave o un aereo ed essere tratto in salvo insieme al figlio Walt. Arzt rivela a tutti quelli che l'ascoltano inoltre di aver assistito a una scena insolita (per screditare la credibilità del dottore): vide Jack correre nella foresta gridando il nome del padre morto in Australia. Poco dopo però Arzt, impaurito dai rumori causati fra gli alberi nelle vicinanze dal "mostro", decide per primo di dirigersi alle grotte.
- Guest star: Daniel Roebuck (Leslie Arzt)

## Segreto nascosto
- Titolo originale: Buried Secrets
- Diretto da: Jack Bender
- Scritto da: Christina M. Kim
- Ambientazione: incerto/tra il 6º e il 44º giorno sull'isola

### Trama
Sun tra gli alberi osserva di nascosto Jin che si prepara a pescare e poi si allontana in fretta, sperando di non essere stata vista. A un certo punto tira fuori la patente di guida che aveva preso diverso tempo prima e decide di sotterrarla (evidentemente Jin non ne era al corrente) ma proprio in quel momento arriva Michael che la sorprende e scopre il suo segreto. Sun confida a Michael che voleva lasciare Jin prima di imbarcarsi sul volo 815 ma non ebbe il coraggio di farlo e che inoltre crede che il luogo in cui è precipitata sia la sua punizione. Michael così, vedendola piangere, cerca di consolarla, ma la situazione gli sfugge di mano e, coinvolti dal momento, i due accennano a baciarsi. L'arrivo di Vincent interrompe Michael e Sun dal bacio imminente.

## Depressione tropicale
- Titolo originale: Tropical Depression
- Diretto da: Jack Bender
- Scritto da: Carlton Cuse

### Trama
Il professor Arzt è intento a catturare alcuni ragni appartenenti a una specie piuttosto rara e proprio in quel momento sopraggiunge Michael che vuol chiedergli come sarà il tempo il giorno seguente (quello previsto per il varo della zattera). Leslie non sapendo cosa rispondere gli dice la verità: poco prima davanti a tutti aveva mentito riguardo ai forti monsoni solo per far loro accelerare i lavori dediti al completamento della zattera. Michael rimane allibito, ma lo perdona e subito dopo Arzt si confida con lui dicendo di essere andato a Sydney per incontrare una donna australiana conosciuta in chat tramite internet ma di essere stato "scaricato" subito al primo appuntamento. Arzt aggiunge poco dopo di essere pentito di non aver inoltre voluto partecipare alla vita notturna nei bar di Sydney e di aver invece prenotato al suo posto il volo 815; infine chiede nuovamente scusa a Michael per avergli mentito e giura che all'arrivo dei soccorsi sarà il primo a salutarlo dalla spiaggia.

## Jack, incontra Ethan, Ethan? Jack
- Titolo originale: Jack, Meet Ethan. Ethan? Jack.
- Diretto da: Jack Bender
- Scritto da: Damon Lindelof
- Ambientazione: prima stagione, 4º giorno sull'isola

### Trama
Jack è in una tenda e fruga nelle valigie e in ogni angolo alla ricerca di medicinali, non riuscendo però a trovarli. In quel momento arriva Ethan, che mostra lui una valigetta completamente piena di medicine all'interno, che ha trovato nella giungla. I due si presentano. Ethan ringrazia Jack per il lavoro che sta svolgendo con tutti, ovvero dare loro prospettive a lungo termine, ma Jack si mostra preoccupato per le condizioni in cui in un prossimo futuro dovrà far nascere il bambino di Claire e chiede se eventualmente Ethan possa aiutarlo, ma quest'ultimo rifiuta. Qualche anno prima Ethan assistette al parto della moglie e morirono sia il neonato che la sua consorte. Ethan spera che ciò non accada a Claire e che i soccorsi arrivino presto.
- Guest star: William Mapother (Ethan Rom)

## Jin è di cattivo umore al corso di golf
- Titolo originale: Jin Has a Temper-Tantrum on the Golf Course
- Diretto da: Jack Bender
- Scritto da: Drew Goddard
- Ambientazione: tra il 13º e il 44º giorno sull'isola

### Trama
Jin, Hurley e Michael stanno giocando una partita a golf. Hurley ricorda a Jin (che non è in grado di capire una sola parola della lingua Americana) che se manda in buca in un solo colpo la palla avrà la vittoria, ma il tiro di Jin si rivela essere sfortunato, così i due rivali gioiscono per la vittoria. Jin in quel momento ha uno scatto d'ira, se la prende con la pallina per non essere andata in buca, con quell'"orribile" isola sulla quale è costretto a vivere e per il fatto che nessuno lo capisce. Il coreano aggiunge inoltre che sta subendo una specie di tortura portando le manette (che giorni prima gli mise Sayid) ai polsi e di sentirsi solo. Michael e Hurley non lo capiscono e credono che Jin sia pesantemente stressato così Hugo con la sua solita ironia suggerisce a Michael di prendere una pausa dal golf.

## La busta
- Titolo originale: The Envelope
- Diretto da: Jack Bender
- Scritto da: Damon Lindelof
- Ambientazione: (flashback) pochi minuti prima dello schianto del volo Oceanic 815, in una delle case del progetto Dharma utilizzate dagli "Altri"[2]

### Trama
Mentre Juliet nella sua cucina corre verso il forno, nel quale i suoi biscotti stanno bruciando, e nell'intento di tirarli fuori si ustiona una mano, Amelia suona al suo campanello di casa. La nuova arrivata aiuta subito Juliet dandole un po' di ghiaccio per dare sollievo alla mano ustionata e nel frattempo parlano un po' di Ben. Non sembra la prima volta che affrontano l'argomento e Amelia mostra di sapere già dei sentimenti, non corrisposti, che Ben prova per Juliet. Quest'ultima dice che la situazione si è fatta imbarazzante e inoltre ora c'è un serio problema. Juliet chiede subito ad Amelia di non rivelare a nessuno il segreto che sta per svelarle, ma appena tira fuori da un cassetto della cucina una busta di radiografie suonano al suo campanello e le due donne sono costrette a posticipare la loro conversazione.
- Note: come si scoprirà in seguito[3], le radiografie che Juliet stava per mostrare ad Amelia erano quelle della colonna vertebrale di Ben, colpita da un tumore maligno.
- Guest star: Julie Adams (Amelia)

## Così incomincia
- Titolo originale: So It Begins
- Diretto da: Jack Bender
- Scritto da: Drew Goddard
- Ambientazione: pochi istanti dopo lo schianto del volo Oceanic 815, nella foresta.

### Trama
Vincent, uscito incolume dall'incidente aereo, si aggira nella foresta quando un fischio attira la sua attenzione: è Christian Shepard (il padre di Jack) che, dopo averlo accarezzato, chiede al cane di dirigersi verso la foresta di bambù e svegliare il figlio, perché ha del lavoro da sbrigare. Il cane corre e pochi istanti dopo raggiunge Jack, che nel frattempo aveva già ripreso i sensi.
- Note: Christian era morto pochi giorni prima in Australia (e infatti fu Jack a imbarcare la salma sul volo 815), ma dopo lo schianto aereo è miracolosamente vivo. Nel 13º episodio della sesta stagione la nemesi di Jacob, nelle false sembianze di John Locke, rivela a Jack di aver preso, subito dopo lo schianto del volo 815, le sembianze di Christian Shephard.
- Guest star: John Terry (falso Christian Shephard/Nemesi di Jacob)